# 曼哈根
曼哈根是德国石勒苏益格－荷尔斯泰因州的一个市镇。总面积9.63平方公里，总人口391人，其中男性195人，女性196人（2011年12月31日），人口密度41人/平方公里。